# Charles Siebert
Pour les articles homonymes, voir Siebert.
Charles Siebert est un acteur et réalisateur américain né le 9 mars 1938 à Kenosha, Wisconsin (États-Unis) et mort le 1er mai 2022 à San Francisco en Californie.

## Filmographie

### Acteur
- 1961 : Like Father Like Son : Lee
- 1965 : The Young Sinner : Lee
- 1968 : Macbeth (TV) : Malcolm
- 1951 : C'est déjà demain ("Search for Tomorrow") (série télévisée) : Dr. Peter Murphy (1969-1971)
- 1964 : Another World (série télévisée) : Dr. Stuart Philbin (1971)
- 1956 : As the World Turns (série télévisée) : Dr. Wally Matthews (1972-1974)
- 1976 : Le Rayon bleu (Blue Sunshine) : Detective Clay
- 1976 : Deadly Hero : Baker
- 1976 : The Adams Chronicles (en) (feuilleton TV) : Charles Francis Adams II
- 1976 : Panache (TV) : Rochefort
- 1975 : Au fil des jours ("One Day at a Time") (série télévisée) : Mr. Jerry Davenport (1976-1979)
- 1975 : The Blue Knight (série télévisée) : Sergeant Cabe (1976)
- 1977 : La Chasse aux sorcières (Tail Gunner Joe) (TV) : James Juliana
- 1977 : The Rhinemann Exchange (feuilleton TV) : Sergeant
- 1977 : De l'autre côté de minuit (The Other Side of Midnight) de Charles Jarrott : Steve Whitney
- 1977 : Murder in Peyton Place (TV) : Kaiserman
- 1977 : L'Incroyable Hulk (The Incredible Hulk) (TV) : Ben
- 1977 : Tarantula: Le cargo de la mort (Tarantulas: The Deadly Cargo) (TV) : Rich Finley
- 1978 : Morts suspectes (Coma) : Dr. Goodman
- 1978 : Nowhere to Run (TV) : Spence
- 1978 : Wild and Wooly (TV) : Sean
- 1978 : Husbands, Wives & Lovers (série télévisée) : Dixon Carter Fielding
- 1978 : Greatest Heroes of the Bible (feuilleton TV) : (épisode "Samson and Delilah")
- 1979 : The Seeding of Sarah Burns (TV) : Alex Lovell
- 1979 : Justice pour tous (...And Justice for All) : Assistant D.A. Keene
- 1979 : Miracle en Alabama (TV) : Captain Keller
- 1979 : Topper (TV) : Stan Ogilvy
- 1979 : The Last Word de Roy Boulting : Fisher
- 1980 : Cri d'amour (A Cry for Love) (TV) : Fred
- 1981 : La Vie en mauve (All Night Long) de Jean-Claude Tramont : Nevins
- 1987 : White Water Summer : Jerry Block
- 1988 : Perry Mason: The Case of the Avenging Ace (TV) : Jason Sloan
- 1988 : Shakedown on the Sunset Strip (TV) : Sgt. Gerber
- 1988 : Les Coulisses de l'exploit (Eight Men Out) : Ivey Wingo
- 1988 : Tattle: When to Tell on a Friend (TV) : Mr. McNeil
- 1988 : Favorite Son (en) (feuilleton TV)
- 1989 : Nick Mancuso, les dossiers secrets du FBI ("Mancuso, FBI") (série télévisée) : Dr. Paul Summers
- 1990 : Le Grand Tremblement de terre de Los Angeles (The Big One: The Great Los Angeles Earthquake) (TV) : Mayor Frank Baldwin
- 1991 : Cauchemar (Don't Touch My Daughter) (TV) : Gordon
- 1991 : Deception: A Mother's Secret (TV) : Peter Meyers
- 1992 : La Maison du mensonge (A House of Secrets and Lies) (TV)
- 1996 : Le Caméléon ("The Pretender") (série télévisée)
- 1996-1997 : Xena, la guerrière (TV) : Poséidon (voix), Sisyphe

### Réalisateur
- 1979 : Côte Ouest (Knots Landing) (feuilleton TV)
- 1989 : Nick Mancuso, les dossiers secrets du FBI ("Mancuso, FBI") (série télévisée)
- 1990 : Lifestories (série télévisée)
- 1991 : Les Dessous de Palm Beach ("Silk Stalkings") (série télévisée)
- 1992 : Le Rebelle ("Renegade") (série télévisée)
- 1995 : Hercule ("Hercules: The Legendary Journeys") (série télévisée)
- 1996 : Pacific Blue ("Pacific Blue") (série télévisée)